# Уолтер Уайт
Уо́лтер Ха́ртвелл Уайт (англ. Walter Hartwell White) — главный герой американского телесериала «Во все тяжкие». Его роль исполнил Брайан Крэнстон.
AMC официально не хотели принимать Брайана на роль Уолтера, но Винс Гиллиган настоял на участии Крэнстона в главной роли. Руководство телеканала AMC было знакомо с творчеством Крэнстона только по участию в ситкоме «Малкольм в центре внимания» и дало согласие только после того, как Гиллиган продемонстрировал снятую им серию «Гонка» из сериала «Секретные материалы». Крэнстон внёс большой вклад в характер Уолтера, включая внешний вид и черты личности. Гиллиган описал свою цель как «превращение Уолтера Уайта из мистера Чипса в Тони Монтану» и специально создавал персонажа, который со временем вызывал всё меньше симпатий.
Как персонаж Уолтер Уайт, так и актёрская игра Крэнстона были положительно отмечены критиками. Брайан Крэнстон получил четыре прайм-таймовых премий «Эмми» в категории «Лучший актёр в драматическом сериале» и стал вторым актёром в истории премии, добившимся такого результата. Кроме того, Крэнстон получил две награды Гильдии киноактёров США в категории «Лучший актёр в драматическом сериале» и был удостоен премии «Золотой глобус» в вышеупомянутой категории.

## Вымышленная биография

### Предыстория и личность
Родился 7 сентября 1958 года.
Уолтер Уайт — талантливый химик, окончивший Калифорнийский технологический институт, внёсший вклад в исследование Протонной Радиографии, что впоследствии помогло команде учёных получить Нобелевскую премию в области химии. После окончания аспирантуры Уолтер основал компанию «Грей Мэттер Технолоджис» (англ. Gray Matter Technologies) вместе с Элиотом Шварцем, своим бывшим одногруппником и близким другом. В это время Уолтер встречался со своей ассистенткой Гретхен. Тем не менее он внезапно бросил Гретхен и покинул компанию, продав свою долю в ней за 5000 $. Позже Элиот и Гретхен поженились и разбогатели, из-за чего Уолтер тайно их ненавидит.
В самом начале Breaking Bad Уолт работал учителем старших классов в Альбукерке, преподавая химию незаинтересованным и не уважающим его ученикам. За работу платили мало, что заставило его устроиться на вторую работу, на мойку автомобилей, которая оказывается особо унизительной, когда Уолт моет машину одного из его учеников. Уолтер женат на Скайлер Уайт, у них есть сын-подросток, Уолтер младший, который болен ДЦП. Скайлер беременна вторым ребёнком, Холли, которая родится в конце второго сезона. Другая часть семьи Уолтера включает сестру Скайлер, Мари Шрейдер, и её мужа, Хэнка, который работает в УБН.

### Первый сезон
Во время празднования пятидесятого дня рождения Уолтера по телевизору показывают репортаж об аресте торговцев метамфетамином, при котором у дилеров была изъята впечатляющая сумма денег.
Через пару дней Уолт узнаёт, что болен раком лёгких, и оказывается, что жить ему осталось в лучшем случае два года. Зная, что его семья находится в тяжёлом финансовом положении и вспомнив телерепортаж, Уолтер решает синтезировать метамфетамин, чтобы гарантировать финансовое благосостояние семье после своей смерти. Составляя компанию своему свояку, Хэнку, Уолтер отправляется понаблюдать за задержанием местного дилера по прозвищу «Капитан Кук». Во время задержания Уолтер замечает своего бывшего ученика Джесси Пинкмана (Аарон Пол), сбегающего из притона, и понимает, что Джесси — дилер. Благодаря школьным записям Уолтер находит Джесси и предлагает ему партнёрство, по условиям которого Уолтер будет производить метамфетамин, а Джесси — продавать. Первым на примете оптовым покупателем их товара становится друг Джесси по кличке «Крейзи 8», который является информатором Хенка Шрейдера. Он собирается его убить, однако Уолтер хитростью расправляется с ним и с его братом первый. Вторым покупателем становится член мексиканского наркокартеля Туко Саламанка. Первым к нему приходит Джесси. Затребовав деньги вперёд за свой товар, он оказывается избит и попадает в больницу. Затем, прихватив гремучую ртуть, замаскированную под метамфетамин, к Туко приходит сам Уолтер, дабы получить свои деньги и отомстить за товарища. Он представляется как Гейзенберг и требует с Туко деньги за товар, отобранный у Джесси. Туко отказывается отдать деньги. Тогда Уолтер взрывает гремучую ртуть и угрожает убить Туко следующим взрывом. Будучи впечатлённым как качеством товара, так и самим Гейзенбергом, Туко соглашается работать с ним.

### Второй сезон
Во втором сезоне Уолтера и Джесси похищает наркоторговец Туко, но им удаётся сбежать. Обманув своих близких, что он пропал из-за потери памяти, Уолтер и Пинкман едут в пустыню и готовят крупную партию метамфетамина. Джесси привлекает своих приятелей для сбыта наркотиков, однако вскоре один из них попадает под арест, а другого грабят наркоманы. Начинающие наркоторговцы обращаются за помощью к адвокату Солу Гудману, который сводит их с Гусом Фрингом, который покупает весь оставшийся запас метамфетамина за 1,2 миллиона долларов, и приглашает их работать на себя. Когда Джесси потребовал свою долю, Уолтер решил, что он хочет спустить её на наркотики и отказался её отдавать, пока он не перестанет употреблять. Джейн (девушка Джесси Пинкмана) шантажирует Уолтера и заставляет отдать деньги. Встретив в баре отца Джейн, Уайт отправляется ночью к Джесси и видит, как умирает Джейн, захлебнувшись рвотой. Отец Джейн — авиадиспетчер, подавленный горем, допускает ошибку, что приводит к столкновению двух самолётов.

### Третий сезон
В третьем сезоне Уолтер Уайт заключает крупную сделку с наркобароном Гусом Фрингом, который строит для Уолтера метамфетаминовую лабораторию в подвале одной из своих прачечных. Джесси в это время отправляется в реабилитационный центр, чтобы избавиться от наркозависимости. В лаборатории Уолтеру помогает новый напарник Гейл Беттикер, поэтому после возвращения Джесси оказывается не у дел. Пытаясь вернуться в наркобизнес, Пинкман то и дело попадает в неприятности, из которых его раз за разом выручает Уолтер Уайт. Сначала Джесси конфликтует с агентом Шрейдером. Уолтер предлагает Джесси работу в лаборатории, чтобы уладить конфликт.

### Четвёртый сезон
В четвёртом сезоне Уолтер и Джесси возвращаются к производству метамфетамина для Гуса Фринга. Однако секретность картеля ставится под угрозу. В результате расследования убийства Гейла Боттикера полиция находит улики, указывающие на сеть закусочных, которой владеет Гус Фринг. Хэнк Шрейдер постепенно выходит на след Фринга, а Уолтер Уайт становится невольным участником этого расследования. К тому же поведение Пинкмана становится всё более безрассудными и угрожает безопасности предприятия. Гус Фринг тем временем ликвидирует верхушку мексиканского наркокартеля, обеспечивая монополию своему наркобизнесу. Затем он решает доверить метамфетаминовую лабораторию Пинкману, чтобы можно было избавиться от Уолтера Уайта и его свояка из УБН. Угроза жизни опять подталкивает Уолта на крайние меры. Он устанавливает самодельную бомбу на кресло Гектора Саламанки, который уже много лет мечтал отомстить Гусу. И когда Фринг в следующий раз пришел глумиться над Гектором, последний привел бомбу в действие и убил себя вместе с главой наркокартеля.

### Пятый сезон
Первая половина пятого сезона посвящена триумфу криминального гения Уолтера Уайта. Он и Джесси достигают соглашения с Майком Эрмантраутом, отвечавшим за безопасность наркотрафика при Гусе Фринге. Совместно они ликвидируют компрометирующие их улики и возобновляют производство метамфетамина. Вскоре Джесси и Майк решают отойти от дел, а Уолтер договаривается о сотрудничестве с представителем мексиканского наркокартеля и берёт себе в помощники Тодда Алкиста. Наконец, изрядно разбогатев, Уолтер Уайт собирается завязать с варкой, но внезапное раскрытие личности Хайзенберга Хэнком Шрейдером мешает всем планам. Хэнк узнаёт, что его свояк и есть тот самый преступник, которого он безуспешно пытался найти на протяжении последних двух лет. Прежде чем начать официальное расследование, Хэнк занимается самостоятельным сбором доказательств. Ему даже удается заставить Уолта привести его к месту, где закопаны деньги при помощи Пинкмана. Но Уайт вызывает себе на подмогу неонацистскую группировку во главе с Джеком Уэлкером, который убивает Хэнка и берет Джесси в рабство. Уолтер, боясь преследования полиции и Джека, сбегает с поддельными документами в Нью-Гэмпшир. В конце сезона Уолтер Уайт во время попытки освободить Джесси Пинкмана получает пулю из своего же купленного пулемёта, установленного на машине, и после, в свой 52-ой день рождения, погибает в лаборатории, где труп находит полиция.

## Отзывы
Автор журнала New York Magazine Эмма Розенблюм высказалась насчёт актёрской игры Брайана так: «Крэнстон, физически не изменившись сео Малкольма, натягивает личину скромного Уайта с безупречной тонкостью: восковая бледность, сутулость и ощутимое чувство обречённости».
Автор журнала The Hollywood Reporter Тим Гудман оценил решение Винса Гиллигана сделать Уолтера Уайта отрицательным персонажем как смелое: «Нельзя взять и сделать главного героя отрицательным.  Вы просто не можете. Никто так не поступает. Никто никогда этого действительно не доводил до такой степени».
Журнал TIME описывает пятый сезон как «непоколебимый», а New York Post советует зрителям приготовиться к «дикому заезду».
Обозреватель журнала GQ Василий Миловидов считает, что к пятому сезону Уолтер Уайт окончательно превратился в главного злодея сериала. Личность скромного учителя химии полностью вытеснена его зловещим «альтер эго» — Хайзенбергом.
Исполнитель главной роли Брайан Крэнстон в своём интервью заявил, что Уолтер Уайт, «такой располагающий к себе джентльмен с юга», потерял свою душу уже в первом эпизоде, став на «скользкую дорожку».
После просмотра 14-й серии 5-го сезона Джордж Мартин, автор культовой «Песни Льда и Пламени», написал в своём личном блоге, что Уолтер Уайт является большим монстром, чем кто-либо в Вестеросе, и что «мне надо с этим что-то сделать»..

## Награды
Брайан Крэнстон три раза подряд с 2008 по 2010 годы получал премию Эмми за лучшую мужскую роль в драматическом телесериале. По завершении сериала актёр получил премию Эмми 2014 года в этой же номинации в четвёртый раз.

## Интересные факты
- Брайан Крэнстон в сериале «Во все тяжкие» выступает не только как актёр, но и как режиссёр эпизодов 2.01[24], 3.01[25] и 5.09[26].
- Сайт «Спасём Уолтера Уайта», созданный во втором сезоне Уолтером младшим, действительно существует.
- Фамилии Уолтера и Джесси: Уайт (англ. White) и Пинкман (англ. Pinkman) — являются отсылкой к фильму Квентина Тарантино «Бешеные псы»[27].
- В январе 2013 года в штате Техас полицейскими был арестован торговец метамфетамином некий Уолтер Уайт. 30 июля 2015 года Уайт заявил о намерении требовать возврата конфискованного имущества[28].
- За время своей криминальной «карьеры» Уолтер Уайт заработал $80 млн.

## Наследие
В американском городе Альбукерке установили памятник Уолтеру Уайту и Джесси Пинкману — главным героям сериала «Во все тяжкие». Созданием статуи занимался скульптор Тревор Гроув по заказу Гиллигана и компании Sony Pictures.